# 转化率
化学中的转化率是指在一个化学反应中，特定反应物转换成特定生成物的百分比。所有反应物全部转化成生成物对应100%转化率。
计算转化率的时候要考虑到化学计量系数。例如：
2H2 + O2→2H2O
氧气转化为水的转化率为 {\displaystyle {\frac {M(H_{2}O)}{2M(O_{2})}}*100\%}，其中M(x)是指混合物中x的摩尔数。
对于未达到化学平衡的过程，转化率和反应本身以及反应环境、催化剂等都有关。

## 平衡转化率
平衡转化率是指反应达到化学平衡时的转化率，其值只取决于化学反应平衡常数和各反应物的浓度。